# Some Great Reward
 (février 2022).
La mise en forme du texte ne suit pas les recommandations de Wikipédia : il faut le « wikifier ».
Les points d'amélioration suivants sont les cas les plus fréquents :
- Les titres sont pré-formatés par le logiciel. Ils ne sont ni en capitales, ni en gras.
- Le texte ne doit pas être écrit en capitales (les noms de famille non plus), ni en gras, ni en italique, ni en « petit »…
- Le gras n'est utilisé que pour surligner le titre de l'article dans l'introduction, une seule fois.
- L'italique est rarement utilisé : mots en langue étrangère, titres d'œuvres, noms de bateaux, etc.
- Les citations ne sont pas en italique mais en corps de texte normal. Elles sont entourées par des guillemets français : « et ».
- Les listes à puces sont à éviter, des paragraphes rédigés étant largement préférés. Les tableaux sont à réserver à la présentation de données structurées (résultats, etc.).
- Les appels de note de bas de page (petits chiffres en exposant, introduits par l'outil «  Source ») sont à placer entre la fin de phrase et le point final[comme ça].
- Les liens internes (vers d'autres articles de Wikipédia) sont à choisir avec parcimonie. Créez des liens vers des articles approfondissant le sujet. Les termes génériques sans rapport avec le sujet sont à éviter, ainsi que les répétitions de liens vers un même terme.
- Les liens externes sont à placer uniquement dans une section « Liens externes », à la fin de l'article. Ces liens sont à choisir avec parcimonie suivant les règles définies. Si un lien sert de source à l'article, son insertion dans le texte est à faire par les notes de bas de page.
- La présentation des références doit suivre les conventions bibliographiques. Il est recommandé d'utiliser les modèles {{Ouvrage}}, {{Chapitre}}, {{Article}}, {{Lien web}} et/ou {{Bibliographie}}. Le mode d'édition visuel peut mettre en forme automatiquement les références.
- Insérer une infobox (cadre d'informations à droite) n'est pas obligatoire pour parachever la mise en page.

Pour une aide détaillée, merci de consulter Aide:Wikification.
Si vous pensez que ces points ont été résolus, vous pouvez retirer ce bandeau et améliorer la mise en forme d'un autre article.
Albums de Depeche Mode
Construction Time Again
(1983) The Singles 81-85
(1985)
Singles
1. People Are People
Sortie : mars 1984
2. Master and Servant
Sortie : août 1984
3. Blasphemous Rumours / Somebody
Sortie : octobre 1984

Some Great Reward est le quatrième album studio du groupe anglais Depeche Mode, sorti à l'automne 1984. Il contient deux des tubes les plus connus du groupe : People Are People, le titre qui donna à Depeche Mode une reconnaissance internationale, ainsi que Master and Servant.
L'enregistrement de l'album a eu lieu au studio Music Works à Londres et au Hansa Mischraum de Berlin.
Cet album continue sur la lancée de Construction Time Again, avec ses influences industrielles et ses tendances expérimentales tout en gardant l'aspect pop propre à Depeche Mode. Le ton se fait cependant plus sombre.

## Liste des morceaux
Tous les titres sont signés Martin Gore, mis à part If You Want écrit par Alan Wilder. Le titre de l'album est tiré des paroles de Lie to me.

### Édition originale (1984)
1. Something to do - 3:46
2. Lie to me - 5:04
3. People Are People - 3:51
4. It doesn't matter - 4:45
5. Stories of old - 3:14
6. Somebody - 4:27
7. Master and Servant - 4:12
8. If you want - 4:40
9. Blasphemous Rumours - 6:21

### Réédition (2006)
- Disque 1 : SACD/CD
- Disque 2 : DVD de Some Great Reward en DTS 5.1, Dolby Digital 5.1 et stéréo PCM Stereo

1. "Something to Do" – 3:47
2. "Lie to Me" – 5:03
3. "People Are People" – 3:52
4. "It Doesn't Matter" – 4:44
5. "Stories of Old" – 3:13
6. "Somebody" – 4:27
7. "Master and Servant" – 4:12
8. "If You Want" – 4:41
9. "Blasphemous Rumours" – 6:22

Titres bonus (en DTS 5.1, Dolby Digital 5.1, PCM Stereo)
1. "If You Want (live à Bâle, 30 novembre 1984)" – 5:16
2. "People Are People (live à Bâle, 30 novembre 1984)" – 4:21
3. "Somebody (live à Liverpool, 29 septembre 1984)" - 4:29
4. "Blasphemous Rumours (live à Bâle, 30 novembre 1984)" – 5:30
5. "Master and Servant (live à Bâle, 30 novembre 1984)" – 5:38

Titres bonus (en PCM Stereo)
1. "In Your Memory" – 4:00
2. "(Set Me Free) Remotivate Me" – 4:16
3. "Somebody (Remix)" – 4:19

Bonus
1. "Depeche Mode 84 (You Can Get Away With Anything If You Give It A Good Tune)" (documentaire vidéo de 31 minutes)

## Singles
1. People are People / In Your Memory (mars)
2. Master and Servant / Set Me Free (août)
3. Blasphemous Rumours / Somebody (octobre)

Un EP 4 titres sorti en octobre contient ''Blasphemous Rumours + Told You So, Somebody et Everything Counts entregistrés live à Liverpool. Avec en plus Ice Machine (live) et Somebody (studio) sur la cassette audio.

## Classements et certifications
L'album s'est classé à la 5e place des charts britanniques et a atteint la 3e position en Allemagne ; il a également atteint le Top 10 dans plusieurs autres pays.
Some Great Reward est aussi le premier album du groupe à entrer dans le Top 75 aux États-Unis (en 1985), manquant d'ailleurs de peu le Top 50 (classé 51e) ; pays où il sera certifié disque de platine quelques années plus tard.
| Pays / classements (1984/1985)   | Meilleure position |
| -------------------------------- | ------------------ |
| Autriche                         | 19                 |
| Allemagne - Media Control Charts | 3                  |
| France                           | 5                  |
| Pays-Bas                         | 18                 |
| Suède - Sverigetopplistan        | 7                  |
| Suisse - Schweizer Hitparade     | 5                  |
| Royaume-Uni (UK Albums Chart)    | 5                  |
| États-Unis - Billboard 200       | 54                 |

| Pays              | Certification | Ventes certifiées |
| ----------------- | ------------- | ----------------- |
| Allemagne (BVMI)  | Or            | 250 000           |
| États-Unis (RIAA) | Platine       | 1 000 000         |
| Royaume-Uni (BPI) | Argent        | 60 000            |